# 決定版!巨大マグロ戦争
『決定版!巨大マグロ戦争』（けっていばん きょだいマグロせんそう）は、テレビ東京系列で毎年12月または1月に放送されているドキュメンタリー番組である。テレビ東京と共同テレビの共同製作。

## 概要
毎回マグロ漁とそれに関わる人物に密着しているドキュメンタリー番組である。年明けに放送する年は初競りの舞台裏も紹介している。
2012年からは、この特番の夏バージョンとも言える姉妹特番『ニッポンの荒稼ぎ漁師』も放送されている。
2018年は『巨大マグロ初競り戦争！2018～マグロに選ばれし勇者たち～』のタイトルで放送した。
2019年は『洋上の激闘！巨大マグロ初競り戦争2019』のタイトルで放送した。
2021年は『洋上の激闘！巨大マグロ戦争2021』のタイトルで放送した。
2022年からは2021年と同じタイトルで西暦だけが放送年に変わった『洋上の激闘！巨大マグロ戦争20〇〇』のタイトルで放送した。

## 放送日時
| 回数   | 放送日                                | 日時                                |
| ------ | ------------------------------------- | ----------------------------------- |
| 第1回  | 2004年12月26日                        | 日曜 19:54 - 21:48                  |
| 第2回  | 2005年12月25日                        | 日曜 19:00 - 21:48                  |
| 第3回  | 2006年12月24日                        | 日曜 19:00 - 21:48                  |
| 第4回  | 2007年12月23日                        | 日曜 19:00 - 21:48                  |
| 第5回  | 2008年12月21日                        | 日曜 19:00 - 21:48                  |
| 第6回  | 2009年12月20日                        | 日曜 19:00 - 21:48                  |
| 第7回  | 2010年12月26日                        | 日曜 19:00 - 21:48                  |
| 第8回  | 2012年1月8日                          | 日曜 19:00 - 21:48                  |
| 第9回  | 2013年1月6日                          | 日曜 19:00 - 21:48                  |
| 第10回 | 2014年1月13日                         | 月曜 18:30 - 21:54                  |
| 第11回 | 2015年12月30日                        | 水曜 17:55 - 20:54                  |
| 第12回 | 2016年12月30日                        | 金曜 17:55 - 20:54                  |
| 第13回 | 2018年1月3日（挑戦編）、5日（決戦編） | 水曜 6:00 - 8:00 金曜 18:55 - 20:50 |
| 第14回 | 2019年1月6日                          | 日曜 18:30 - 21:54                  |
| 第15回 | 2020年1月5日                          | 日曜 21:00 - 23:24                  |
| 第16回 | 2021年1月10日                         | 日曜 18:30 - 21:00                  |
| 第17回 | 2022年1月9日                          | 日曜 18:30 - 21:00                  |
| 第18回 | 2023年1月8日                          | 日曜 18:30 - 21:00                  |
| 第19回 | 2024年1月7日                          | 日曜 18:30 - 21:54                  |
| 第20回 | 2025年1月5日                          | 日曜 18:30 - 21:54                  |

## スタッフ
- ナレーション：屋良有作、浜田治貴
- 構成：いとうなお、石坂伸太郎
- 撮影：小松陽一、天坂恵一、宮川公一郎、近藤武、武井一之、川平友和
- VE：中西雅人、上杉隆寛
- 編集：伊藤次郎、小栗宏之
- EED：猪狩賢一、堀島里奈
- MA：塩釜亮平
- 音効：諸橋一男
- 技術協力：NEKスタジオ、ファーストハンド、ウィーブ
- 番宣：澁谷牧代（テレビ東京）
- デスク：吉田麻紀子（テレビ東京）
- ディレクター：小林則彦、岡田実、長原竜也、新井明徳、加藤誠、犾守一弥
- 演出：長野高士
- プロデューサー：岡田英吉（テレビ東京）、澤則雄
- チーフプロデューサー：加藤正敏（テレビ東京）
- 製作：テレビ東京、共同テレビ